# Criollo de Reunión

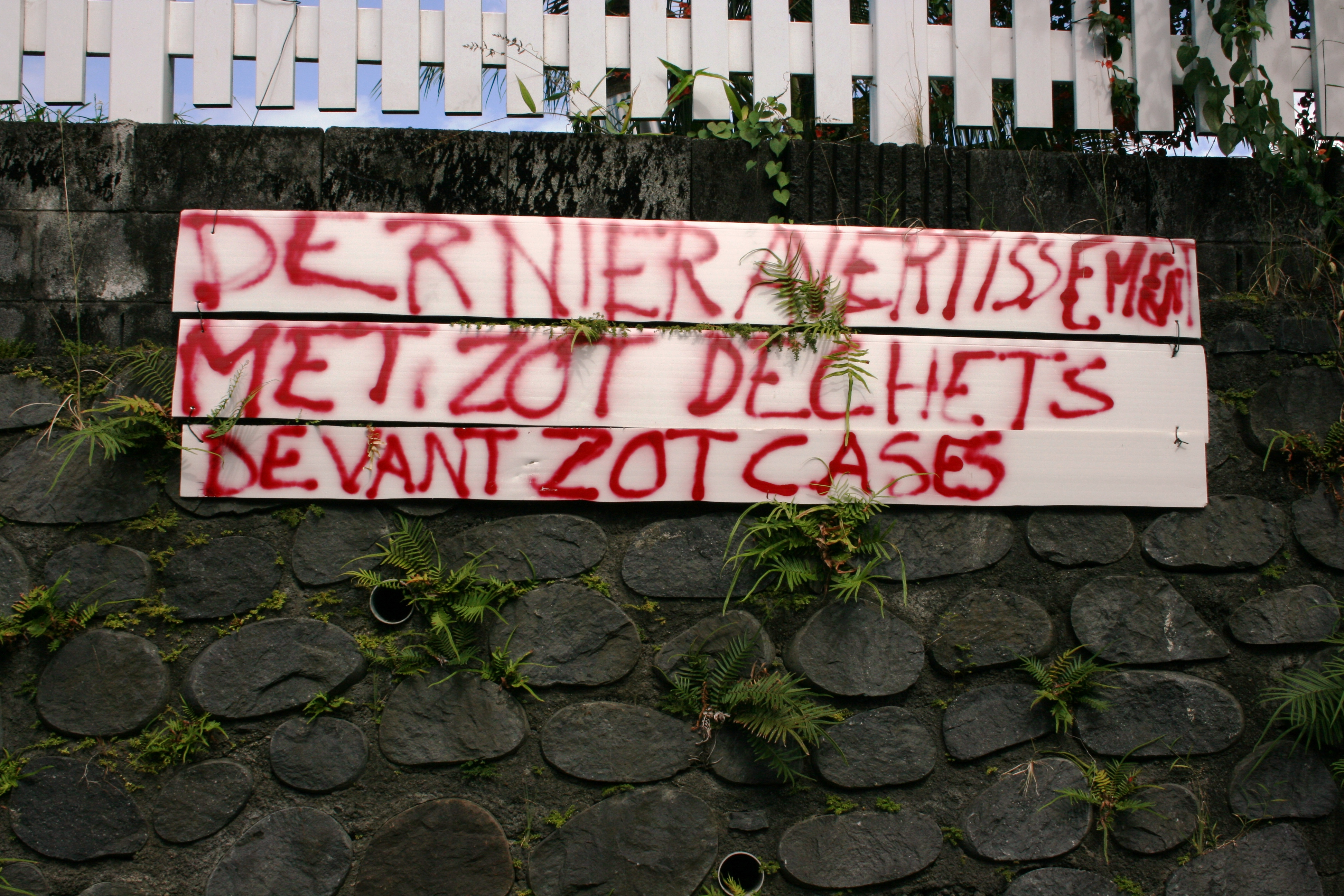
Mensaje en criollo de Reunión en un letrero en Saint-André.

El criollo reunionés (autoglotónimo: kréol rénioné; en francés: créole réunionnais) es un criollo de base lexical francesa hablado en Reunión. Proviene sobre todo del francés (principalmente de los dialectos del noroeste como el normando y el galo) pero también sufre la influencia de lenguas de otras etnias llegadas a la isla, algunas como el malgache, el hindi, el guyaratí, el indoportugués y el tamil.

## Aspectos históricos, sociales y culturales

### Uso y distribución
El uso del criollo está muy difundido entre los reunionenses, aunque más en un uso familiar que laboral. Sin embargo, no se opone al uso del francés - lengua nacional - ni le hace competencia, ya que este último no deja de ser mayoritario en la escritura. Según las circunstancias, el hablante utilizará una u otra lengua o incluso las dos. Hablamos de situación de continuum lingüístico. El criollo de Reunión comenzó a formarse en los primeros cincuenta años de la colonización francesa de la isla (1665-1715). La mayoría de los primeros habitantes de la isla eran franceses, malgaches o indoportugueses. Durante esta época la mayoría de las familias tenían por lo menos un hablante francófono. Debido a estos orígenes el criollo de Reunión no es una lengua completamente criolla como el criollo mauriciano. Al contrario que el criollo mauriciano, criollo más cercano al francés aunque se está alejando, el criollo reunionés sigue el movimiento inverso gracias a la influencia permanente de la cultura francesa sobre los medios y el francés sobre la vida cotidiana.

### Las variedades del criollo
Podemos distinguir diferentes variedades del criollo. No podemos resumirlo en la oposición criollos de clase alta y criollos de clase baja por la migración y los intercambios constantes de población. Hay variedades del criollo reunionés como en otras lenguas: los parisinos no hablan como los marselleses. Así, los reunionenses de las regiones del norte y litorales van a preferir el sonido « i»  para el pronombre personal sujeto « li» (« lui»), antes que el sonido « u» = « lu» utilizado en el « criollo alto» y en el sur.
Hoy en día, se dirá « zordi» en el « créole bajo» (Kréol Kaf) y « jordi» en el  « criollo alto» (Kréol « blan»).

### La escritura del criollo
Aunque apareció en los escritos que datan de la segunda década del siglo XVIII, el criollo reunionés es ante todo una lengua hablada. Existe una tradición escrita a pesar de todo desde  1828 y desde las Fables créoles de Louis Héry, aunque su implantación sea difícil como en toda lengua joven. Por ello, se ha llevado a cabo la elaboración de una gramática y de diccionarios [ Baggioni; A. Armand], también se ha empleado el uso del criollo en los medios y se han hecho numerosas recopilaciones de poesía, de novelas y de cómics por escrito. Sin embargo, todavía no hay un acuerdo para las grafías.
Antes de los 70, las grafías se hacían únicamente con los fonemas franceses. Por lo tanto, los textos escritos eran bastante accesibles para un hablante francófono. Entre los años 1970 y 1990, otros tipos de grafía aparecieron con más énfasis sobre los aspectos fonológicos y fonéticos: la Lékritir 77 y la grafía 83 (KWZ). La grafía KWZ fue planteada porque reunía las tres consonantes utilizadas en las islas, repúblicas o países de criollos, ello hacía posible una escritura compartida por los hablantes del criollo. Sin embargo, ninguna grafía realmente se impuso frente a otras.
Desde que los textos se imponen en la enseñanza del criollo en la escuela (2001), ha aparecido la necesidad de una grafía lógica. El Tangol ha sido propuesta, pero no se ha impuesto tampoco. Se les pide a los alumnos tener una escritura coherente, en la grafía que elijan.
Dos traducciones de Astérix han sido publicadas en criollo de Reunión.

### El criollo en la escuela
En Reunión, como en otros departamentos franceses,la única lengua oficial es el francés. Sin embargo, desde 2001, los establecimientos escolares primarios pueden ofrecer bien una enseñanza en lengua reunionense, o bien una enseñanza bilingüe criollo/francés. En la secundaria,se ofrece una asignatura « Lengua y cultura regionales».
La enseñanza del criollo en la escuela es objeto de debates virulentos desde los años 70. Un sondeo IPSOS publicado el 11 de noviembre de 2003 revela que el 47,3 % de los encuestados se declaran a favor de la enseñanza del criollo en la escuela contra el 42,7 % que se opondrían y 10 % sin opinión. Otro sondeo fue realizado en 2009 por el instituto IPSOS sobre la opinión de los reunionenses respecto al criollo en la escuela, en la que el 61 % de las personas interrogadas se declararon a favor.

## Descripción lingüística

### Fonología
Ver Phonologie du créole réunionnais: unité et diversité, por Gillette Staudacher-Valliamée
El inventario consonántico del criollo de Reunión es el siguiente:
|             | Bilabial    | Labiodental | Dental      | Alveolar predorsal | Alveolar apical | Palatal | Velar       | Labiovelar | Uvular |
| Oclusiva    | p pː¹ b bː¹ |             | t tː¹ d dː¹ |                    |                 |         | k kː¹ g kː¹ |            |        |
| Nasal       | m mː¹       |             | n nː¹       |                    |                 |         |             |            |        |
| Fricativa   |             | f fː¹ v vː¹ |             | s sː¹ z            | s z             |         |             |            |        |
| Aproximante |             |             | l           |                    |                 | j j~    |             | w          | ʁ²     |
¹ Las consonante geminadas existen solo al final de palabra.

² Ante otra consonante o al final de palabra, [ʁ] es remplazada por [ɰ].

Los dos tipos de fricativas alveolares están bastantes próximas y no se distinguen siempre.
En cuanto a las vocales se tienen las siguientes unidades:
|         | Anterior | Central | Posterior |
| Cerrada | i        | ï       | u         |
| Media   | e ẽ      | ë       | o õ       |
| Abierta | a        |         | ɑ ã       |
Las vocales se vuelven largas delante de r.

Las vocales i y ï están bastantes próximas y no se distinguen siempre.

Las vocales e y ë están bastante próximas y no se distinguen siempre.

### Los pronombres personales
Como Sujeto
| Criollo                                                                                 | Francés            |
| --------------------------------------------------------------------------------------- | ------------------ |
| mwin (moin), mi, I (acortado en 'mi' con el prefijo delante del verbo i en el presente) | je                 |
| ou, twé (toué), vi, wi, ti                                                              | tu                 |
| li, lu (respectivamente criollo bajo o criollo alto)                                    | il, elle           |
| nou, ni                                                                                 | nous               |
| zot                                                                                     | vous (vous autres) |
| zot, zot-tout, banna* (bann-à)                                                          | ils, elles, eux    |

- * "cette bande-là" ha dado "bande-là" después "bandna" y "bann-à"

Como Objeto
| Criollo                        | Francés            |
| ------------------------------ | ------------------ |
| amwin (amoin)                  | je, moi            |
| aou, atwé (atoué)              | tu, toi            |
| ali, alu                       | le, il, elle, lui  |
| anou                           | nous               |
| azot                           | vous (vous autres) |
| azot, zot-tout, banna (bann-à) | les, leur          |

## El aprendizaje del criollo

### Una lengua materna y familiar
Aunque el francés tiende a imponerse como lengua dominante en la sociedad reunionense, los reunionenses continúan utilizando el criollo oralmente, como lengua primera, materna y como referente de una identidad.
El criollo mantiene con el francés una relación de diglosia, relación que tiende cada vez más a una «descriollización» del criollo que tiende a acercarse cada vez más al francés.